# Falkenstein
Falkenstein — неофолковый музыкальный проект, основанный в 2007 году Тобиасом Франке (Tobias Franke) из Германии (баварский Альгой). Название переводится с немецкого как Соколиная гора и относится к легендарной горе в южногерманском районе Пфронтен/Альгой. Тематика произведений — языческая религия тевтонов.
Визитной карточкой группы являются песни о священных деревьях. Также положили на музыку стихи Уланда Людвига.
Дебютировали и получили известность во всем мире и на Neofolk-сцене в 2008-м году с песней «Вселенское дерево», в составе дебютного альбома «Святой лес».

## Дискография
- 2008 — Heiliger Wald (Album) Kraftplatz
- 2008 — Urdarbrunnen (Album) Heimatfolk
- 2009 — Kraftort (Album) Heimatfolk
- 2011 — Die Große Göttin (Album) Kraftplatz